# Adolf Vinnen (Schiff, 1922)
Die Adolf Vinnen war ein Fünfmast-Toppsegelschoner, der bereits auf seiner Jungfernfahrt strandete und verloren ging.

## Takelung
Das Schiff, benannt nach dem Bremer Reeder Adolf Vinnen, war einer der sogenannten Vinnen-Schoner, einer Klasse von fünf Auxiliarseglern, die die in Bremen ansässige Reederei F. A. Vinnen & Co. 1922 bauen ließ. Die Schiffe zeichneten sich durch ihre besondere Kombination von Rah- und Schratsegeln in der Takelung aus, die sogenannte Vinnen-Takelung. Es handelte sich um Fünfmastgaffelschoner mit Fock- und Mittelrahtopp, die am Fock- und am Mittelmast anstelle des Gaffeltopsegels jeweils vier Rahsegel nach Art eines Toppsegelschoners hatten.

## Bau und technische Daten
Die Adolf Vinnen lief im Dezember 1922 mit der Baunummer 424 bei der Friedrich Krupp Germaniawerft in Kiel vom Stapel. Sie war 97 m lang und 13,5 m breit, hatte 5,8 m Tiefgang und war mit 1827 BRT und 1524 NRT vermessen. Mit mindestens 20 Segeln an ihren fünf Masten konnte sie 2320 m² Segelfläche aufweisen. Zusätzlich war sie mit einem 4-Zylinder-Germania-Dieselmotor von 350 PS ausgestattet, der über einen Festpropeller eine Geschwindigkeit von 7 Knoten ermöglichte.

## Jungfernfahrt und Untergang
Das Schiff wurde Anfang Februar 1923 in Dienst gestellt. Die Jungfernfahrt ging unter Kapitän Müller von Kiel nach Barry (Wales), wo Kohle geladen werden sollte. Nach nur einer Woche Fahrt erlitt das Schiff am 9. Februar 1923 in einem Sturm am westlichen Ausgang des Ärmelkanals Ruderschaden und wurde hinter Bass Point und Hot Point, knapp eine Seemeile östlich des Lizard Point, bei Position 49° 57′ 54″ N, 5° 11′ 1″ W auf die Felsenküste der Halbinsel Lizard in Cornwall getrieben. Die 24 Mann der Besatzung wurden per Hosenboje von den Klippen oberhalb des Wracks geborgen. Das Schiff musste aufgegeben werden. Die Adolf Vinnen war das letzte große Segelschiff, das am Lizard unterging.
Das Wrack, in zwei Hauptteile und viele kleinere Einzelteile zerbrochen, liegt noch heute in etwa 12 m Tiefe vor der Küste auf dem teils felsigen, teils sandigen Meeresboden.
Postkarte vom Wrack, 1923

Link zum Bild